# 18F
18F 是美國聯邦政府一個以精實創業模式創建的數位服務機關。成立目的是協助改善其他美國政府的數位服務與科技產品。

## 概述
18F在美国聯邦總務署的數位服務機關。此團體利用精益创业的方式、开放源代码、業界使用的编程语言來製造數位產品供政府組織使用。它的名稱是因為辦公室座落的位置是在华盛顿哥伦比亚特区西北處，第18街與F街交會處。18F隸屬於公民服務與創新技術辦公室（OCSIT），而跟數位政府策略下的數位服務創新（DSI）中心為平行機關。

## 外部連結
- 官方网站
- "改造日誌#230：在美国联邦政府中的18F和开放源码软件"（页面存档备份，存于）。 2016年11月25日（英文）